# Archaeoglobaceae
Archaeoglobaceae (лат.) — семейство архей из типа эвриархеот (Euryarchaeota), единственное в порядке Archaeoglobales и классе Archaeoglobi.

## Название
Научные названия таксонов от семейства до класса включительно образованы от основы названия типового рода Archaeoglobus с добавлением суффиксов (для семейства и порядка — стандартизированных -aceae и -ales). Название типового рода создано из двух слов: греч. Αρχαιο — «древний» и лат. globus — «шар».

## Классификация
На июнь 2017 года в семейство включают следующие роды и виды:
- Род Archaeoglobus Stetter 1988[4]
  - Archaeoglobus fulgidus Stetter 1988[5]
  - Archaeoglobus infectus Mori et al. 2008
  - Archaeoglobus lithotrophicus Stetter et al. 1993 — отсутствует LPSN
  - Archaeoglobus profundus Burggraf et al. 1990
  - Archaeoglobus sulfaticallidus Steinsbu et al. 2010
  - Archaeoglobus veneficus Huber et al. 1998
- Род Ferroglobus Hafenbradl et al. 1997[6]
  - Ferroglobus placidus Hafenbradl et al. 1997[7]
- Род Geoglobus Kashefi et al. 2002[8]
  - Geoglobus acetivorans Slobodkina et al. 2009
  - Geoglobus ahangari Kashefi et al. 2002[9]